# 達雷爾·馬哈帝
達雷爾·馬哈帝（1967年8月18日—），本名達雷爾·辛格（英語：Daler Singh），印度彭戈拉及流行曲歌手。馬哈帝是傳統旁遮普音樂的學生，而他首張專輯打破了印度的唱片銷售紀錄。
自1995年起，他在印度發行了幾張非常成功的專輯，也在一些寶萊塢電影中演唱主題曲。隨著在國際間的知名度上升，也讓他得以到美國巡迴。馬哈帝也是一個知名的慈善家，曾經捐款給美化德里的計劃，並援助地震災區的災民。2006年以後，「Tunak Tunak Tun」與「Ho Jayegi Balle Balle」的音樂錄影帶在網路上被加入中文的空耳歌詞並以「印度F4」為名後，印度F4一名便成了在華文圈（尤其是台灣）的一種戲稱。

## 傳記

### 早年生活和發現
達雷爾·馬哈帝出生於印度的巴特那。他於五歲時就開始唱歌，他的父母於錫金聖典（Guru Granth Sahib）上教導他ragas和Shabad。在14歲時，他花了三年時間練習發音，也開始從他的父輩Raahat Ali Khan Saheb學習塔不拉、風琴和坦不拉琴。
馬哈帝於1986年結婚，並有三個孩子。之後他移居美國三藩市當計程車司機，1991年返回印度組成一支樂隊。起初他受到詩人Qateel Shifai和Firaq Gorakhpuri影響，在樂隊演唱格扎爾（ghazal）。

### 1995-2006：成名和爭議
馬哈帝後來由表演傳統音樂轉而表演流行音樂，並在1995年發行首張專輯《Bolo Ta Ra Ra》，參考了母親教他的腔調，專輯在四個月內賣出了50萬張，合共售出了2,000萬張，成為印度音樂歷史中最高銷量的非原聲音樂專輯。他憑這張專輯，奪得1994年的Award for Voice of Asia International Ethnic and Pop Music Contest。他在1996年憑「Dar Di Rab Rab」，獲得Channel V的最佳流行男歌手的獎項。而在1997年，再憑「Ho Jayegi Bale Bale」，獲得相同的獎項。他甚至在電影《Mrityudata》和《Arjun Pundit》中演出。他的成功協助他和Magnasound唱片公司簽署一張破紀錄的合約，價值達2,050萬盧比。而他也有在印度版的芝麻街（當地稱為Galli Galli Sim Sim）中客串。
馬哈帝在全世界，尤其於美國的年輕人間十分知名。他的歌曲「Tunak Tunak Tun」的音樂錄影帶，在美國引發了一種網絡爆紅現象，由於在音樂錄影帶中的古怪舞蹈，令不少人尊敬和戲仿。馬哈帝在這首音樂錄影帶以「複製」自己為構想，用以回應先前媒體評他「只是因為音樂錄影帶中的美女才紅的」。而這首歌的音樂錄影帶，也成為印度首套使用了藍幕技術拍攝的音樂錄影帶。而他長久的知名度，可以在遊戲魔獸世界中，德萊尼人的種族中找到。這隻遊戲在2006年的E3展中亮相，德萊尼男性表演的正是「Tunak Tunak Tun」的舞蹈。
在1992年，他牽涉一場交通意外。他在意外中撞傷了一名不守交通規則的人，他把那人送進了醫院，但後來他被控告，所以花了多數年時間於這場官司中。馬哈帝也被指是一個加拿大偷渡集團的成員，他後來加以否認。亦因為這件事，他在向帕地阿拉警方自首前，曾匿藏一個月。自首後他被控以31項違反入境條例的罪名。後來旁遮普警方指馬哈帝是無辜的，因為警方把他的兄弟和他混淆了，才會發生這次事件。而一個稱為Raza Academy的印度穆斯林組織，則曾控告馬哈帝的專輯《Nabi Buba Nabi》中，一些歌詞和影像冒犯了穆斯林。後來他把歌詞中一些字眼修改了，去除了對先知的部分。

## 藝人生活
達雷爾馬哈帝擅長於一種可以注入另一種錫克的傳統音樂：「Rababi」的旁遮普流行音樂。令聲音類似Techno、舞曲和House，並加以民歌和印度的tabla作背景。他的知名度提高，同時復興了當地的邦拉音樂，推動了印度舞蹈的發展，也因此被視為國家的榮耀。

## 慈善事業和其他活動
達雷爾馬哈帝在德里成立了達雷爾馬哈帝綠色駕駛會（Daler Mehndi Green Drive），藉以改善德里市的環境。他也捐出了8,500萬盧比(約4200萬台幣)給駕駛會，還有捐出1,200萬盧比給Cargyle的慈善機構，和在一次地震後於Gujarat興建16間房屋。他也在巴基斯坦舉行連串的演唱會，為地震的災民籌款。他也曾幫助安置受Orissa風暴影響的災民和肯亞的街童。
他是一名汽車愛好者，擁有一台豐田Land Cruiser Prado，因為Prado有良好的鈑金防護，但他希望能購買一部悍馬車，跟印度名影星杰基·史洛夫的理由相同。

## 涉及人口販賣
2018年，他因涉及2003年的一宗人口販賣案，被伯蒂亚拉的地方法院判處2年有期徒刑。

## 作品
- Bolo Tara Rara - 1995年
- Dardi Rab Rab - 1996年
- Ho Jayegi Balle Balle - 1997年
- Tunak Tunak Tun - 1998年
- Ek Dana - 2001年
- Nach Ni Shaam Kaure - 2002年
- Mo Jaan Laen Do - 2003年
- Shaa Ra Ra Ra - 2004年
- 摔跤吧！爸爸主题曲 -2017年

## 外部連結
- 官方網站 （页面存档备份，存于）